# Calymma
Calymma é um gênero de traça pertencente à família Arctiidae.